# Benelux-Hitparade
Die Benelux-Hitparade war eine wöchentliche Verkaufshitparade in niederländischer Sprache für die drei Länder Niederlande, Belgien und Luxemburg. Sie wurde in dieser Form von April 1975 bis November 1983 auf 1440 kHz (208 m) ausgestrahlt. Die Discjockeys waren Frans van der Drift (von 1975 bis 1980) und Peter van Dam (ab 1980 bis zur Einstellung der Sendung). Der Wechsel erfolgte mittels einer gemeinsamen Moderation am 20. April 1980. Vertretungen wurden durch Mike Verdrengh geleistet, der regelmäßig von Montag bis Freitag das halbstündige Programm "RTL International" moderierte und samstags die halbstündige RTL-Tipp-Parade, beide in flämischer Sprache. Aus dieser Sendung wurde das sogenannte „Power-Play“ ermittelt, ein Lied, das dann eine Woche lang jeden Tag lief, auch als Abschluss-Song der Benelux-Top-20.
Aufgrund der knappen Sendezeit von nur einer Stunde für 21 Songs mussten die DJs sehr zeitökonomisch handeln. Zum Markenzeichen wurden zum einen das konsequente "close-to voice speaking" (die Ansage wurde über die instrumentale Einleitung hinweg bis kurz vor den Beginn des Gesangs geführt), zum anderen eine relativ frühe Absage durch den DJ (z. B. bald nach der musikalischen Bridge oder nach dem Instrumentalpart des Songs). 
Die Musikausrichtung der Benelux-Top-20 war vielfältig. Eine Rolle spielte dabei die inhomogene Struktur der 3 Benelux-Länder mit ihren verschiedenen Sprach- und Kulturregionen mitsamt dem Einfluss der Nachbarn Deutschland und Frankreich. Es gab immer nur einen Werbespot, zuerst für Mickey Mouse, später für ein Spülmittel. Mitte 1982 verschwand der Spot, was Zeitgewinn für die Musik brachte.
Die Empfangsqualität der Benelux-Top-20 war in Deutschland häufig schlecht, vor allem im Sommerhalbjahr, zumal die Sendeantennen nach dem Vereinigten Königreich ausgerichtet waren. Als 1980 die Mitteleuropäische Sommerzeit eingeführt wurde, verschärfte sich die Empfangssituation aufgrund des nun noch ungünstigeren Sonnenstandes. Im oft ungenügenden Funkempfang der Mittelwelle ist wohl der Grund zu suchen, warum die Benelux-Top-20 in Deutschland kaum bekannt war und heute nahezu vergessen ist (im Gegensatz zum englischsprachigen Programm auf gleicher Frequenz, das in empfangsgünstigeren Zeiten sendete).
Ende November 1983 wurde die Benelux-Top 20 eingestellt. Die letzte Nummer 1 war die österreichisch-deutsche Band DÖF mit CODO.